# هارولد بي بواس
هارولد بي بواس (بالإنجليزية: Harold P. Boas) هو أستاذ جامعي ورياضياتي أمريكي، ولد في 26 يونيو 1954 في إيفانستون في الولايات المتحدة.

## وصلات خارجية
- الموقع الرسمي